# 萨马加尔泰
50°36′02″N 95°00′12″E / 50.60056°N 95.00333°E
萨马加尔泰（俄语：Самагалтай）是俄罗斯图瓦共和国的一个村庄及捷斯赫姆区的行政中心。

## 历史
建立于1773年。18世纪时，这里是图瓦地区的精神中心，坎巴喇嘛的住所就位于此地。此地作为图瓦的首府直到1921年。